# Косино (Кирилловский район)
Косино́ — посёлок в Кирилловском районе Вологодской области.
Входит в состав Липовского сельского поселения, с точки зрения административно-территориального деления — в Липовский сельсовет.
Расстояние до районного центра Кириллова по автодороге — 23 км, до центра муниципального образования Вогнемы по прямой — 1,5 км. Ближайшие населённые пункты — Большое Дивково, Амосово, Вогнема.
По переписи 2002 года население — 333 человека (158 мужчин, 175 женщин). Преобладающая национальность — русские (98 %).